# 新選組血風録 (テレビドラマ)
『新選組血風録』（しんせんぐみけっぷうろく）は、司馬遼太郎の同名の連作短編小説集を原作とした連続テレビドラマ。現在までに以下の3作品が製作されている。
1. NET（現テレビ朝日）製作、1965年から1966年にかけて放送の作品
2. テレビ朝日製作、1998年放送の作品
3. NHK製作、2011年放送の作品

本記事ではこれらを一括して扱う。

## 1965年版
1965年7月11日から1966年1月2日まで毎週日曜日21:30 - 22:30に、NET（日本教育テレビ、現テレビ朝日）系で放送された。全26話のモノクロ作品。司馬の原作以外に結束信二のオリジナルのストーリーも含まれている。原作にはない新選組の没落と近藤の死もあり、最終回は箱館戦争での土方の死となっており、『燃えよ剣』の要素もある。俳優は東映所属の俳優だけではなく、劇団くるみ座や東京芸術座などから起用している。1970年には、ほぼ同じスタッフと主要キャストで土方歳三を主人公とした『燃えよ剣』が制作されている。

### キャスト
- 土方歳三：栗塚旭
- 沖田総司：島田順司
- 近藤勇：舟橋元
- 山南敬助：早川研吉
- 斎藤一：左右田一平
- 山崎烝：坂口祐三郎
- 永倉新八：有川正治
- 原田左之助：徳大寺伸
- 井上源三郎：北村英三
- 藤堂平助：国一太郎
- 松原忠司：茂呂弘人
- 島田魁：玉生司郎
- 河合耆三郎：入江慎也
- 大石鍬次郎：林彰太郎
- 芹沢鴨：遠藤辰雄
- 新見錦：飯沼慧
- 伊東甲子太郎：原田甲子郎
- 篠原泰之進：穂高稔
- 鈴木三樹三郎：高並功
- 谷三十郎：川副博敏
- 武田観柳斎：陶隆
- 野村利三郎：波多野博
- 香川敬三：松本朝夫

### スタッフ
- 企画：上月信二、田村嘉
- 脚本：結束信二
- 音楽：渡辺岳夫
- 監督：河野寿一（1-4，7-9，12，15，17-26話）、佐々木康（5，6，10，11，13，14話）、高見育男（16話）
- 主題歌：春日八郎、ヴォーカル・ショップ「新選組の旗は行く」[1]
- 擬斗：上野隆三
- プロデューサー：上月信二、田村嘉

### エピソードリスト
| 話数   | エピソードタイトル | 初回放送日     | 監督     | 主なゲスト                                                     |
| ------ | ------------------ | -------------- | -------- | -------------------------------------------------------------- |
| 第1話  | 虎徹という名の剣   | 1965年7月11日  | 河野寿一 | おみね：丘さとみ 弥左ヱ門：嵐寛寿郎 池田屋惣兵衛：有馬宏治     |
|        |                    |                |          |                                                                |
| 第2話  | 誠の旗             | 1965年7月18日  | 河野寿一 | 芹沢鴨：遠藤辰雄 新見錦：飯沼慧 お栄：伊吹友木子               |
|        |                    |                |          |                                                                |
| 第3話  | 昏い炎             | 1965年7月25日  | 河野寿一 | 芹沢鴨：遠藤辰雄 新見錦：飯沼慧 お浜：三田登喜子               |
|        |                    |                |          |                                                                |
| 第4話  | 胡沙笛を吹く武士   | 1965年8月1日   | 河野寿一 | 鹿内薫：牧田正嗣 小つる：高森和子 平野源次郎：江木健二         |
|        |                    |                |          |                                                                |
| 第5話  | 海仙寺党全滅       | 1965年8月8日   | 佐々木康 | 中倉主膳：夏目俊二 お小夜：三島ゆり子 赤座智俊：楠本健二       |
|        |                    |                |          |                                                                |
| 第6話  | 鴨千鳥             | 1965年8月15日  | 佐々木康 | おみね：丘さとみ 桂小五郎：名和宏 幾松：松村安子               |
|        |                    |                |          |                                                                |
| 第7話  | 菊一文字           | 1965年8月22日  | 河野寿一 | お悠：鈴村由美 日野助次郎：野々村潔 刀屋主人･道伯：水野浩      |
|        |                    |                |          |                                                                |
| 第8話  | 長州の間者         | 1965年8月29日  | 河野寿一 | 深町新作：片山明彦 おその：八木昌子 桂小五郎：名和宏           |
|        |                    |                |          |                                                                |
| 第9話  | 池田屋騒動異聞     | 1965年9月5日   | 河野寿一 | 大高忠兵衛：小川孝 小春：三原有美子 山崎烝の父：永井柳太郎     |
|        |                    |                |          |                                                                |
| 第10話 | 刺客               | 1965年9月12日  | 佐々木康 | 大石鍬次郎：林彰太郎 お清：御影京子 冷泉為恭：小柴幹治         |
|        |                    |                |          |                                                                |
| 第11話 | 槍は宝蔵院流       | 1965年9月19日  | 佐々木康 | 谷三十郎：川副博敏 大石鍬次郎：林彰太郎 おなつ：春丘典子       |
|        |                    |                |          |                                                                |
| 第12話 | 紅花緒             | 1965年9月26日  | 河野寿一 | 高田清作：橋爪功 お加代：土田早苗 嘉助：海老江寛               |
|        |                    |                |          |                                                                |
| 第13話 | 強襲十津川屋敷     | 1965年10月3日  | 佐々木康 | 千葉大輔：和田一壮 三浦一誠：加賀邦男 和恵：崎田和子           |
|        |                    |                |          |                                                                |
| 第14話 | 狂った盃           | 1965年10月10日 | 佐々木康 | 佐野久次郎：飛騨昇 雪江：宇梶由利子 目明し佐吉：唐沢民賢       |
|        |                    |                |          |                                                                |
| 第15話 | 脱走               | 1965年10月17日 | 河野寿一 | 伊東甲子太郎：原田甲子郎 お悠：鈴村由美 半井玄節：原健策       |
|        |                    |                |          |                                                                |
| 第16話 | 襲撃木屋町二条     | 1965年10月24日 | 高見育男 | 牧兵馬：富川澈夫 大石鍬次郎：林彰太郎 志乃：関みどり           |
|        |                    |                |          |                                                                |
| 第17話 | 鴨川銭取橋         | 1965年10月31日 | 河野寿一 | 武田観柳斎：陶隆 おそめ：富永佳代子 中村半次郎：高木均         |
|        |                    |                |          |                                                                |
| 第18話 | 油小路の決闘       | 1965年11月7日  | 河野寿一 | 篠原泰之進：穂高稔 伊東甲子太郎：原田甲子郎 おけい：石垣恵子   |
|        |                    |                |          |                                                                |
| 第19話 | あかね雲           | 1965年11月14日 | 河野寿一 | おしづ：岩村百合子 親方：小田部通麿 所司代役人･山田：小田真士  |
|        |                    |                |          |                                                                |
| 第20話 | その前夜           | 1965年11月21日 | 河野寿一 | おとよ：高橋漣 林権助：森野五郎 産婆：岸元幸子                 |
|        |                    |                |          |                                                                |
| 第21話 | 夕陽の果て         | 1965年11月28日 | 河野寿一 | 宮田健吉：林浩久 八重：高須賀夫至子 健吉の母：山辺潤子         |
|        |                    |                |          |                                                                |
| 第22話 | 海鳴りが呼ぶ       | 1965年12月5日  | 河野寿一 | 久江：小川知子 松本良順：保科三良 山崎烝の兄：平林彰三         |
|        |                    |                |          |                                                                |
| 第23話 | 江戸の月           | 1965年12月12日 | 河野寿一 | つね：岩本多代 芳賀宣通：冨田浩太郎 佐藤駿河守：阿部九州男     |
|        |                    |                |          |                                                                |
| 第24話 | 風去りぬ           | 1965年12月19日 | 河野寿一 | お光：市川和子 植木屋平五郎：中村是好 お松：赤木春恵           |
|        |                    |                |          |                                                                |
| 第25話 | 流山               | 1965年12月26日 | 河野寿一 | つね：岩本多代 のぶ：岩島道枝 原市太郎：宮土尚治               |
|        |                    |                |          |                                                                |
| 最終話 | 燃える生命         | 1966年1月2日   | 河野寿一 | 光枝：森光子（特別出演） 榎本武揚：成瀬昌彦 大鳥圭介：木島新一 |
|        |                    |                |          |                                                                |

### 製作
オリジナル脚本は結束信二によるもので、リリカルな描写が目立つ。なお、男色を題材とした「前髪の惣三郎」は、同性愛の話をテレビドラマで扱うことが当時は難しく、扱われていない。当初、司馬遼太郎は東映によるテレビドラマ化に難色を示していた。東映が映画化した『新選組血風録 近藤勇』の改変に不満を持っていたためだった。それを説得するため、プロデューサーの上月信二は土方歳三に扮した栗塚旭と共に司馬へ挨拶に行くと、それを見た司馬が「土方そっくりや!」と絶賛し、ドラマ化が決定した。脚本を担当した結束信二の墓碑には、司馬の筆による「結束さんは人生をよき景色としてみていたすばらしい心のもちぬしでした」の言葉が刻まれている。
第1話の池田屋の回は同年2月から撮影されており、真夏のシーンのはずの池田屋のシーンで出演者の吐く息が白くなっている。また、池田屋はセットではなく取り壊す予定の建物を使用しており、迫力のあるシーンとなっている。

### 備考
土方歳三を演じた栗塚旭、沖田総司を演じた島田順司、斉藤一を演じた左右田一平は彼ら3人を主要キャストで起用した『俺は用心棒』も制作・放送されシリーズ化され、島田は沖田総司を演じている。島田は後にドラマの体験談を語った『わが青春の沖田総司』（新人物往来社、1977年）を著わしている。
有志のファンによる上映会も1979年から20年近くにわたって続けられ、ゲストには当時のスタッフ･俳優が参加していた。
2004年の大河ドラマ『新選組！』はこの作品へのオマージュとして、栗塚が土方歳三（山本耕史）の兄の土方為次郎役で、島田が病に倒れた沖田総司（藤原竜也）を匿う植木屋平五郎役でそれぞれ出演している。
全話ビデオソフト化され、DVD化もされている。

### 関連物
- 黒須洋子 『テレビ映画 新選組血風録の世界』 （新人物往来社、2000年） ISBN 440402875X
  - 1965年版テレビドラマ『新選組血風録』全26話の紹介、スタッフ・キャストへのインタビューを掲載。
- 結束信二 『｢新選組血風録｣シナリオ集』 （新人物往来社、2001年） ISBN 4404029268
  - 脚本家・結束信二によるシナリオ集。「虎徹という名の剣」「海仙寺党全滅」「鴨千鳥」「菊一文字」「紅花緒」「脱走」「あかね雲」「風去りぬ」「燃える生命」を収録。
- 傑作時代劇音楽全集 新選組血風録ミュージックファイル （バップ、1998年） ASIN B00005H0L4
  - 作曲家・渡辺岳夫が手掛けた劇伴集。春日八郎歌唱の主題歌「新選組の旗は行く」も収録。
- 新選組血風録 DVD （東映ビデオ、2004～2005年）
  - VOL.1 第1話、第2話収録 DSTD06651
  - VOL.2 第3話～第6話収録 DSTD06652
  - VOL.3 第7話～第10話収録 DSTD06653
  - VOL.4 第11話～第14話収録 DSTD06654
  - VOL.5 第15話～第18話収録 DSTD06655
  - VOL.6 第19話～第22話収録 DSTD06656
  - VOL.7 第23話～第26話収録 DSTD06657

### ネット配信
- 2022年5月1日よりYouTubeの「東映時代劇YouTube」から第1・2話が常時無料配信されている。

| NET（現：テレビ朝日）系 日曜21:30 - 22:30枠 | NET（現：テレビ朝日）系 日曜21:30 - 22:30枠 | NET（現：テレビ朝日）系 日曜21:30 - 22:30枠                                                       |
| 前番組                                      | 番組名                                      | 次番組                                                                                            |
| ------------------------------------------- | ------------------------------------------- | ------------------------------------------------------------------------------------------------- |
| 柳生武芸帳                                  | 新選組血風録（1965年版）                    | 21:30-人気落語 （つなぎ番組） ↓ こんちくショー 腹のたつものやって来い! 【以上 MBS制作】22:00-氷点 |

## 1998年版
テレビ朝日開局40周年記念ドラマとして、1998年10月8日から12月30日まで毎週木曜日20:00 - 20:54に、テレビ朝日系で放送された。全10話。主演は渡哲也。
渡が演じる近藤勇が主人公でストーリー構成の中心となっており、土方と沖田がストーリーの中心だった原作とは雰囲気が違う。近藤の人物像も文武を共にわきまえた完璧な君子像で、大器だが間の抜けたところや俗物的な性格がある原作の近藤像とはかなり異なる。
初回は2時間スペシャルで池田屋事件（ただし山崎烝の出自にまつわるエピソードではない）。原作からは「芹沢鴨の暗殺」「沖田総司の恋」「鴨川銭取橋」「長州の間者」「油小路の決闘」などがドラマ化された。芹沢は主題歌を歌った松山千春が演じている。男色を扱った「前髪の惣三郎」もドラマ化された。
なお、最終回は12月10日に通常1時間枠で完結する予定だったが、10月22日の放送はプロ野球日本シリーズ中継のため1週休止した。その為通常の放送枠で最終話を迎えることができず、年末の12月30日に15:00 - 17:30の拡大スペシャル（前半90分がこれまでの総集編、後半1時間が最終エピソード）で放送された。最後のエピソードは沖田の死を暗示する「菊一文字」。新選組の没落と近藤、土方の死まで描かれたが、この部分は非常に駆け足で5分程度だった。
ビデオ・DVD化はされていないが、衛星放送（時代劇専門チャンネルなど）で再放送されることがある。ただし東映チャンネルで放送された際は、2時間スペシャルだった第1話は前・後編に分割放送され、最終話は総集編部分を全編カットした本編1時間のみの放送だった。
本作をもって同時間帯の時代劇枠は一時中断し、年が明けて1999年の1月からは『木曜ミステリー』が開始。その3か月後にそれまでバラエティ番組枠であった19時台に、土曜20時台から移動する形で再度時代劇枠が開始された。

### キャスト
- 近藤勇：渡哲也
- 土方歳三：村上弘明
- 沖田総司：中村俊介
- 山南敬助：三浦洋一
- 永倉新八：堤大二郎
- 原田左之助：小西博之
- 篠原泰之進：船越英一郎
- 伊東甲子太郎：峰岸徹
- 鈴木三樹三郎：湯口和明
- 服部武雄：谷口高史
- 井上源三郎：樋浦勉
- 斎藤一：深江卓次
- 藤堂平助：若林久弥
- 武田観柳斎：佐戸井けん太
- 谷三十郎：萩原紀
- 奥沢栄助：草野康太
- 新見錦：岩尾正隆
- 平間重助：武井三二
- 平山五郎：大島宇三郎
- 野口健司：若山騎一郎
- 佐野七五三之助：入江毅
- 山崎烝：大杉漣
- 橋本皆助：中嶋俊一
- 外島機兵衛：若林豪
- 松平容保：円谷浩
- お清：天海祐希
- お孝：酒井美紀
- 東雲太夫：滝沢涼子
- 明里：有沢妃呂子
- 芹沢鴨：松山千春
- 桂小五郎：勝野洋
- 幾松：麻乃佳世
- 宮部鼎蔵：萩原流行
- 古高俊太郎：伊吹剛
- 望月亀弥太：小野寺弘之
- 吉田稔麿：小木茂光
- 池田屋主人：芝本正
- 菱屋太兵衛：楠年明
- お梅：一色彩子
- 坂本龍馬：岡野進一郎
- おりょう：神乃毬絵
- 中岡慎太郎：柴田善行
- 西郷吉之助：大河内浩
- 中村半次郎：原田大二郎
- 三吉慎蔵：白井滋郎
- 品川弥二郎：竜川剛
- 明治天皇：藤森周一郎
- お光：川越美和
- 天神岳(力士)：橋本真也
- 半井玄節：大出俊
- お悠：佐藤友紀
- 鹿内薫：鷲生功
- 小つる：吉野真弓
- 田代彪蔵：松井範雄
- 加納惣三郎：黒田勇樹
- 湯沢藤次郎：伊藤昌一
- 長坂小十郎：吉見一豊
- 深町新作：石田登星
- おその：八木小織
- 松永主膳：磯部勉
- 佐助：伊藤洋三郎
- お律：田中美奈子
- おけい：坂上香織
- 戸沢鷲郎：菅田俊
- 播磨屋道伯：織本順吉

### スタッフ
- 脚本：吉田剛、岡本克己、塙五郎
- 監督：工藤栄一、松尾昭典、斎藤光正、舛田利雄、南野梅雄、上杉尚祺
- 主題歌：松山千春「さよなら」
- プロデューサー：田中憲吾、武居勝彦、塙淳一
- プロデューサー補：塚田英明、菊池恭

### 放送日程
| 話数   | 放送日         | サブタイトル                   | 脚本     | 監督     |
| ------ | -------------- | ------------------------------ | -------- | -------- |
| 第1話  | 1998年10月08日 | 幕末最大の決闘！池田屋斬り込み | 吉田剛   | 工藤栄一 |
| 第2話  | 1998年10月15日 | 芹沢鴨 雨の襲撃                | 吉田剛   | 松尾昭典 |
| 第3話  | 1998年10月29日 | 沖田総司 剣と恋                | 吉田剛   | 斎藤光正 |
| 第4話  | 1998年11月05日 | 脱隊 胡沙笛を吹く武士          | 岡本克己 | 松尾昭典 |
| 第5話  | 1998年11月12日 | 妖艶 前髪の惣三郎              | 岡本克己 | 舛田利雄 |
| 第6話  | 1998年11月19日 | 土方謀殺計画 山南の脱走        | 吉田剛   | 斎藤光正 |
| 第7話  | 1998年11月26日 | 潜入長州の間者                 | 吉田剛   | 舛田利雄 |
| 第8話  | 1998年12月03日 | 近藤勇を狙った女               | 吉田剛   | 南野梅雄 |
| 第9話  | 1998年12月10日 | 内部分裂 油小路の決闘          | 塙五郎   | 上杉尚祺 |
| 最終話 | 1998年12月30日 | 近藤・土方・沖田 最後の別れ    | 吉田剛   | 上杉尚祺 |

| テレビ朝日系 木曜時代劇（20:00枠） | テレビ朝日系 木曜時代劇（20:00枠）                                 | テレビ朝日系 木曜時代劇（20:00枠）                  |
| 前番組                             | 番組名                                                             | 次番組                                              |
| ---------------------------------- | ------------------------------------------------------------------ | --------------------------------------------------- |
| びんぼう同心御用帳                 | 新選組血風録（1998年版） （1998.10 - 1998.12） ※ここまで木曜時代劇 | 京都迷宮案内（第1シリーズ） ※ここから木曜ミステリー |

| 東映チャンネル 名作ドラマアワー（時代劇枠） | 東映チャンネル 名作ドラマアワー（時代劇枠） | 東映チャンネル 名作ドラマアワー（時代劇枠） |
| 前番組                                      | 番組名                                      | 次番組                                      |
| ------------------------------------------- | ------------------------------------------- | ------------------------------------------- |
| 藤沢周平の用心棒日月抄                      | 新選組血風録（1998年）                      | 素浪人 月影兵庫（第1シリーズ・第2シリーズ） |

## 2011年版
NHK BSプレミアム「BS時代劇」枠の第1回作品として、2011年4月3日から6月19日まで毎週日曜日18:45 - 19:30に放送された（全12回）。主演は本作が時代劇初主演となる永井大。

### キャスト

#### 主要人物
新選組（近藤派）
- 土方歳三 - 永井大（少年時代：峯崎雄太〈第1回〉）
「鬼の土方」といわれるほど自他に厳しい性格だが、能力を認めた場合身分に捉われず登用する頭の柔軟性を持つ。
- 近藤勇 - 宅間孝行（少年時代：佐藤ユウヤ〈第1回〉）
- 沖田総司 - 辻本祐樹
- 山崎烝 - 加藤虎ノ介（第4 - 12回）
- 井上源三郎 - 大浜直樹
- 斎藤一 - 尾関伸嗣
- 永倉新八 - 阿部亮平
- 原田左之助 - 武智健二
- 藤堂平助 - 田上晃吉（第1 - 10回）
- 山南敬助 - 松下哲（第1 - 6回）

新選組（芹沢派）
- 芹沢鴨 - 豊原功補（第1 - 3回）
- お梅 - 井上和香（第1 - 3回）
- 新見錦 - 細見大輔（第1 - 3回）
- 平山五郎 - 高橋光臣（第1 - 3回）
- 平間重助 - 生津徹（第1 - 3回）
- 野口健司 - 辻本伸太郎（第1 - 3回）

料亭 丹藤
- お美代 - 前田亜季（第1 - 7、9 - 12回）
- 豊 - 伊藤榮子（第1 - 7、9 - 12回）
- 吉兵衛 - 徳井優（第1・2・4・5・7・9回）

その他
- 桂小五郎 - 野村宏伸（第1・4・5・9・10回）
- 悠 - 寺島咲（第6・10・11回）
- 広沢富次郎 - 斉藤暁（第1・2・3・5・9・12回）
- 松平容保 - 林泰文（第1・2・3・9・12回）
- 鴻池善右衛門 - 近藤正臣（第1・3・4・5・9・10・12回）

#### ゲスト
- 番頭・与兵衛 - 村松利史（第1・3・10回）
- 市村鉄之助 - 岡本りゅうたろう（第1・12回）
- よね - 高橋ひろ子（第1・2回）
- 迫田清太郎 - 久保山知洋（第2回）
出身身分は着物の下絵職人。幼馴染の佐代を借金取りから救うために借金取りを切りつけたため、切腹となる。
- 佐代 - 水崎綾女（第2回）
- 太吉 - 浅田圭一（第2回）
- 小栄 - 小倉百代（第3回）
- 加賀屋の主人 - 久保晶（第3回）
- 深町新作 - 金子貴俊（第4回）
- その - 三倉佳奈（第4回）
- 大高忠兵衛 - 池内万作（第4・5回）
- 吉田稔麿 - 神田敦士（第4・5回）
- 松永主膳 - 豊嶋稔（第4回）
- 枡屋喜右衛門（古高俊太郎） - 嶋本勝博（第4・5回）
- 宮部鼎蔵 - 春田純一（第5回）
- 松田重助 - 清水伸（第5回）
- 北添佶摩 - 枝川吉範（第5回）
- 杉山松助 - 高木トモユキ（第5回）
- 池田屋惣兵衛 - 春海四方（第5回）
- 加納惣三郎 - 佐藤永典（第6回）
- 半井玄節 - 逢坂じゅん（第6・11回）
- 田代彪蔵 - 伊原侑蔵（第6回）
- 湯沢藤次郎 - 岡雅史（第6回）
- 鹿内薫 - 塩谷瞬（第7回）

立て続けに任務に失敗し、次第に追い詰められ、精神を病んでいく。
- 小つる - 佐津川愛美（第7回）

鹿内の妻。精神を病んだ鹿内に惨殺される。
- 林信太郎 - 村上新悟（第7回）
- 長坂小十郎 - 綾野剛（第8回）

居合の達人。隊を抜け、医術を学ぶため長崎へ留学する。後の広沢一豊。
- 中倉主膳 - 三浦アキフミ（第8回）
- 小夜 - 遠野なぎこ（第8回）

美人局の常習犯。内縁の夫の赤座とともに長坂を騙そうとする。
- 赤座智俊 - 大鷹明良（第8回）

長坂に斬られる。
- 小川松庵 - 市山貴章（第8回）
- 田中寅雄 - 山元隆広（第8回）
- 伊東甲子太郎 - 鶴見辰吾（第9・10回）
- 篠原泰之進 - 浜田学（第9・10・12回）
- 中村半次郎 - 志村東吾（第9回）
- 佐野七五三之助 - 金子岳憲（第9回）
- 茨木司 - 坂田聡（第9回）
- 戸沢鷲郎 - 市瀬秀和（第11回）
- 阿部十郎 - 松原正隆（第12回）
- 三浦休太郎 - 小豆畑雅一（第12回）

### スタッフ
- 脚本 - 渡邉睦月、川上英幸
- 音楽 - 田中拓人
- 演出 - 清水一彦、西谷真一、佐々木善春
- 主題歌 - 吉田拓郎「慕情」（avex trax）
- 語り - 古屋和雄（NHKアナウンサー）
- 制作統括 - 後藤高久、加賀田透
- 制作 - NHKエンタープライズ
- 制作・著作 - NHK

### 放送日程
| 話数   | 放送日        | サブタイトル     | 原作                              | 脚本     | 演出       |
| ------ | ------------- | ---------------- | --------------------------------- | -------- | ---------- |
| 第1回  | 2011年4月03日 | 快刀虎徹         | 「虎徹」                          | 渡邉睦月 | 清水一彦   |
| 第2回  | 2011年4月10日 | 覚悟の隊服       | ドラマオリジナル                  | 渡邉睦月 | 清水一彦   |
| 第3回  | 2011年4月17日 | 芹沢鴨の暗殺     | 「芹沢鴨の暗殺」                  | 川上英幸 | 清水一彦   |
| 第4回  | 2011年4月24日 | 長州の間者       | 「長州の間者」                    | 川上英幸 | 清水一彦   |
| 第5回  | 2011年5月01日 | 池田屋異聞       | 「池田屋異聞」                    | 川上英幸 | 清水一彦   |
| 第6回  | 2011年5月08日 | 沖田総司の恋     | 「沖田総司の恋」 「前髪の惣三郎」 | 渡邉睦月 | 西谷真一   |
| 第7回  | 2011年5月15日 | 胡沙笛を吹く武士 | 「胡沙笛を吹く武士」              | 川上英幸 | 西谷真一   |
| 第8回  | 2011年5月22日 | 臆病者           | 「海仙寺党異聞」                  | 川上英幸 | 西谷真一   |
| 第9回  | 2011年5月29日 | 謀略の嵐         | 「油小路の決闘」                  | 川上英幸 | 佐々木善春 |
| 第10回 | 2011年6月05日 | 油小路の決闘     | 「油小路の決闘」                  | 川上英幸 | 佐々木善春 |
| 第11回 | 2011年6月12日 | 菊一文字         | 「菊一文字」                      | 川上英幸 | 西谷真一   |
| 最終回 | 2011年6月19日 | 最後の武士       | ドラマオリジナル                  | 川上英幸 | 清水一彦   |

- 第1回は18:45 - 19:58の73分拡大版[3]。

2012年には地上波初回扱いでアンコール放送が4月15日より日曜日13:05 - 13:50（日曜日昼の「ドラマ・アンコール」枠初回作。初回は-14:20）に放送された。

### 関連商品
- 新選組血風録 完全ガイドブック （PHP研究所、2011年） ISBN 4569796583
- NHK BS時代劇 新選組血風録 オリジナルサウンドトラック （ジェイズ・レコーズ、2011年） QACJ-30022
- 新選組血風録 DVD （東映株式会社・東映ビデオ株式会社、2011～2012年）
  - BOX1 第一回～第六回収録 DSZS07247
  - BOX2 第七回～最終回収録 DSZS07248

| NHK BSプレミアム BS時代劇 | NHK BSプレミアム BS時代劇 | NHK BSプレミアム BS時代劇 |
| 前番組                    | 番組名                    | 次番組                    |
| ------------------------- | ------------------------- | ------------------------- |
| （新編成チャンネル）      | 新選組血風録（2011年版）  | テンペスト                |